# John Cage – Alles ist möglich
John Cage – Alles ist möglich ist ein Dokumentarfilm von Thomas von Steinaecker, produziert von Studio.TV.Film, der am 1. September 2012, um 20.15 Uhr auf 3sat anlässlich des 100. Geburtstages von John Cage am 5. September 2012 erstmals ausgestrahlt wurde. Am 16. Dezember 2012 folgte eine Ausstrahlung im Schweizer Fernsehen auf dem Sender SRF.

## Inhalt
Der Film beleuchtet die Persönlichkeit John Cage (1912–1992) nicht nur als Maler, Dichter, Philosoph, sondern auch als einen der einflussreichsten Künstler seiner Zeit, der von Anfang an mit Krisen zu kämpfen hatte. Schon zu Beginn seines Schaffens prognostiziert Arnold Schönberg seinem Schüler keine große Karriere als Komponist. Vielleicht bleibt Cage, der Sohn eines Erfinders und einer Kolumnistin der L.A. Times,  gerade deswegen  entschieden auf seinem experimentellen Weg als Klangforscher, der ihm zunächst weder Ruhm noch Einkommen beschert. Mit der Gründung des Schlagzeugorchesters zusammen mit seiner Frau Xenia fasst er in Künstlerkreisen der Avantgardisten Fuss. Dort macht er u. a. Bekanntschaft mit seinem späteren Lebenspartner, dem Choreografen Merce Cunningham, mit dem er Anfang der 1950er Jahre die Merce Cunningham Dance Company gründet und durch die USA tourt. Der Film zeigt humorvolle Archivaufnahmen mit John Cage und Merce Cunningham. Außerdem wird eine der wichtigsten Personen in Cages Leben befragt: Laura Kuhn, seine langjährige Assistentin, die den John Cage Trust und ein großes Archiv seiner Arbeit verwaltet.
Die Dokumentation untersucht Cages bahnbrechende musikalische Neuerungen, die bis heute weitreichenden Einfluss auf Musiker in der ganzen Welt hatten und haben, z. B. auf Luigi Nono und Die Einstürzenden Neubauten. Neben dem ‚Prepared Piano‘ gehört die Entwicklung der Zwölftontechnik, die als Vorgänger der seriellen Musik gilt, dazu. Außerdem findet das Prinzip der Zufallskomposition später auch in Merce Cunninghams Choreografien Anwendung. Kompositionen, die anfangs noch von einem Münzwurf entschieden werden, generiert bald der Computer.
Für den Film wird das stille Stück 4′33″ (1952) von John Cage im Berliner Hauptbahnhof neu interpretiert, was die Kraft seiner humorvollen Kompromisslosigkeit bis heute bestätigt und 2010 im Projekt Cage Against The Machine von 40 britischen Popkünstlern adaptiert wird. Der Film endet mit der Aufnahme dieses Projekts. 
Wertvolles Archivmaterial lässt Cage selbst zu Wort kommen. Er ging davon aus, dass die Funktion von Kunst nicht ist, die persönlichen Ideen und Gefühle eines Menschen zu kommunizieren, sondern die Natur in ihren Abläufen zu imitieren. Stille interessierte ihn, denn sie war am schwersten zu finden in der Musik. Doch in Stücken wie dem ‚Fontana Mix‘ (1958) verarbeitet er Geräusche von New Yorker Straßenzügen. 
Als Nachbar von John Lennon und Yoko Ono in New York, die sich kennenlernen, weil Cage sich über die laute Musik nebenan beschwert, pflegt er weitreichende Kontakte und Freundschaften in Künstlerkreisen. Er erlangt einen Bekanntheitsgrad, der ihn zunehmend belastet. Die einen verehren ihn als Heilsbringer. Die anderen stempeln ihn mit seinen absurden Performances als Scharlatan ab. Cage zieht sich bald auf seinen Landsitz nach Stony Point zurück, wo der leidenschaftliche Pilzsammler sich seinen Kompositionen und dem Zen-Buddhismus widmet. Das Ego und die Wünsche loslassen ist sein Credo, denn dann erst lebt man wirklich.
Persönlichkeiten wie Yoko Ono, Christian Wolff, Dieter Schnebel, Pierre Boulez und die Tanzlegende Merce Cunningham führen in Interviews, ausgewählten Archivaufnahmen und heutigen Aufführungen von John Cages Stücken durch den Film und die Biographie des Ausnahmekünstlers.